# Tecniche di ionizzazione per desorbimento
In spettrometria di massa le tecniche di ionizzazione per desorbimento (desorption ionization techniques in lingua inglese) sono delle tecniche di ionizzazione da fase condensata (liquida o solida).
- Spettrometria di massa a ioni secondari (SIMS) e varianti: DSIMS, SSIMS, FABSSIMS, LSIMS ...
- Spettrometria di massa a sputtering di neutri (SNMS)
- Bombardamento con atomi veloci (FAB)
- Desorbimento laser (LD)
- Desorbimento/ionizzazione laser assistito da matrice (MALDI) e varianti: GALDI, SALDI ...
- Desorbimento a plasma (PD)
- Desorbimento di campo (FD)
- Ionizzazione termica (TI)
- Desorbimento per ionizzazione elettrospray (DESI)